# 카를 라너

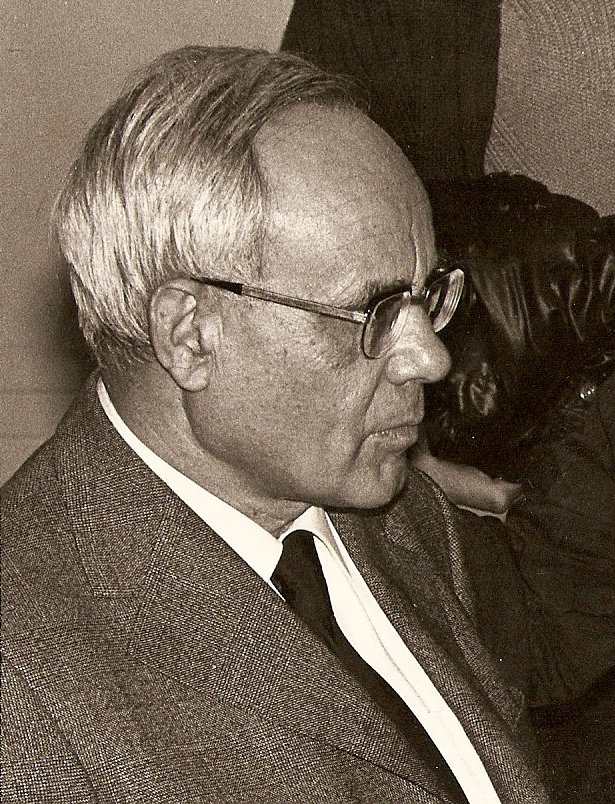

카를 라너(독일어: Karl Rahner, 1904년 3월 5일 - 1984년 3월 30일)은 독일의 예수회 사제이자 신학자로 버나드 로너건, 앙리 드 뤼박, 한스 우르스 폰 발타자르, 이브 콩가르 등과 더불어 20세기 가장 영향력 있는 로마 가톨릭교회 신학자 가운데 한 사람이다. 그는 예수회 신학자인 휴고 라너의 동생이며, 익명의 기독교인을 이론화하였다.

## 생애
- 1904년 독일 프라이부르크에서 출생
- 1924년 예수회에 입회
- 철학과 신학을 뮌헨, 팔켄부르크(네덜란드), 프라이부르크, 인스부르크에서 공부했다.
- 1932년 뮌헨에서 사제서품을 받았다.
- 1937년부터 인스브루크,뮌헨, 뮌스터 대학교에서도 신학자로 활동했으며, 제2차 바티칸 공의회 신학 자문으로도 활약했다. 당시 칼 라너는 독일과 유럽의 로마 가톨릭교회가 교회의 안위를 우선시해, 나치 독일의 유대인 학살에 대해 침묵한 과오에 대해 잊지 말아야 한다고 했다. 이를 계기로 로마 가톨릭교회는 교회의 사회역사적 책임에 대한 목소리를 높이게 되었다.[1]
- 1971년 은퇴 후에도 학문 활동을 계속했으며, 1984년 오스트리아의 인스부르크에서  별세하였다.

## 저서
- 《주님의 어머니 마리아》(가톨릭출판사)
- 《영성신학논총》(가톨릭출판사)
- 《누가 너의 형제냐》(분도출판사)
- 《그리스도교 신앙 입문》(분도출판사)
- 《침묵속의 만남》(광주가톨릭대학교 출판부)
- 《말씀의 청자》(가톨릭대학교 출판부)

## 같이 보기
- 루이제 린저